# Anne Cortey
Anne Cortey, née en mai 1966, est une écrivaine française, autrice d’albums et de romans pour la jeunesse.

## Œuvres

### Les Histoires de Lili-Couettes
- Lili-Couettes cuisine, avec Claire Le Grand, Paris, Éditions Magnard Jeunesse, 2003, 19 p.  (ISBN 2-210-98252-9)
- Lili-Couettes jardine, avec Claire Le Grand, Paris, Éditions Magnard Jeunesse, 2003, 20 p.  (ISBN 2-210-98250-2)
- Lili-Couettes joue de la trompette, avec Claire Le Grand, Paris, Éditions Magnard Jeunesse, 2003, 20 p.  (ISBN 2-210-98251-0)
- Lili-Couettes dessine, avec Claire Le Grand, Paris, Éditions Magnard Jeunesse, 2003, 20 p.  (ISBN 2-210-98253-7)
- Lili-Couettes s’habille, avec Claire Le Grand, Paris, Éditions Magnard Jeunesse, 2004, 24 p.  (ISBN 2-210-98255-3)
- Pas d’école pour Lili-Couettes, avec Claire Le Grand, Paris, Éditions Magnard Jeunesse, 2004, 24 p.  (ISBN 2-210-98254-5)

### Les Peintres
- Claude Monet, avec Françoise de Guibert, Paris, Réunion des Musées Nationaux/Hatier, coll. « Tout un art », 2006, 29 p.  (ISBN 2-218-75263-8)
- Léonard de Vinci, avec Françoise de Guibert, Paris, Réunion des Musées Nationaux/Hatier, coll. « Tout un art », 2006, 29 p.  (ISBN 2-218-75262-X)
- Pablo Picasso, avec Françoise de Guibert, Paris, Réunion des Musées Nationaux/Hatier, coll. « Tout un art », 2007, 29 p.  (ISBN 978-2-218-75331-2)
- Henri Matisse, avec Françoise de Guibert, Paris, Réunion des Musées Nationaux/Hatier, coll. « Tout un art », 2007, 29 p.  (ISBN 978-2-218-75357-2)
- Alexander Calder, avec Françoise de Guibert, Paris, Réunion des Musées Nationaux/Hatier, coll. « Tout un art », 2008, 29 p.  (ISBN 978-2-218-75370-1)
- Auguste Rodin, avec Françoise de Guibert, Paris, Musée Rodin/Hatier, 2009, 29 p.  (ISBN 978-2-218-75488-3 et 978-2-35377-013-7)
- Comment parler de Vincent Van Gogh aux enfants, Paris, Éditions Le Baron perché, coll. « Comment parler... aux enfants ? », 2011, 79 p.  (ISBN 978-2-36080-030-8)
- Comment parler de Niki de Saint Phalle aux enfants, Paris, Éditions Le Baron perché, coll. « Comment parler... aux enfants ? », 2012, 79 p.  (ISBN 978-2-36080-046-9)

### Albums jeunesse et premières lectures
- M. et Mme les Saisons, ill. d'Antoine Guillopé, d'Anne Cresci, ill. de Vincent Bourgeau, Toulouse, France, Éditions Milan, coll. « Jeunesse », 2004, 34 p.  (ISBN 2-7459-1487-1)
- Je ne suis pas un ver de terre, ill. de Guillaume Reynard, Paris, Éditions Autrement, coll. « Autrement jeunesse », 2005, 26 p.  (ISBN 2-7467-0744-6)
- Le Cirque le Far west, ill. d’Édouard Manceau, Toulouse, France, Éditions Milan, coll. « Jeunesse - Mes coloriages inventifs», 2006  (ISBN 2-7459-2284-X)
- Petites histoires pour rire du loup, ill. de Catherine Meurisse, Paris, Éditions Albin Michel Jeunesse, 2007, 60 p.  (ISBN 978-2-226-17072-9)
- Pas peur du loup, Paris, Éditions Gallimard Jeunesse-Giboulées, 2007, 28 p.  (ISBN 978-2-07-061554-4)
- Une vie d’escargot, ill. de Janik Coat, Paris, Éditions Autrement, coll. « Autrement jeunesse », 2008, 30 p.  (ISBN 978-2-7467-1095-5)
- Amos et le pays noir, ill. de Janik Coat, Paris, Éditions Autrement, coll. « Autrement jeunesse », 2009, 28 p.  (ISBN 978-2-7467-1244-7)
- Les Ailes d’Anna, ill. d’Anaïs Massini, Paris, Éditions Autrement, coll. « Autrement jeunesse », 2009, 28 p.  (ISBN 978-2-7467-0953-9)
- Mange ta chambre, ill. d’Audrey Calleja, Paris, Éditions Autrement, coll. « Autrement jeunesse », 2010, 28 p.  (ISBN 978-2-7467-1376-5)
- Aventures, ill. de Janik Coat, Paris, Éditions Albin Michel Jeunesse, 2010, 82 p.  (ISBN 978-2-226-19204-2)
- Blanche[1], avec Françoise de Guibert, ill. de Nathalie Choux, Paris, Hélium Éditions, 2011, 45 p.  (ISBN 978-2-35851-062-2)
- Muette[2], ill. d’Alexandra Pichard, Paris, Éditions Autrement, coll. « Autrement jeunesse », 2011, 24 p.  (ISBN 978-2-7467-1496-0)
- Amos et les gouttes de pluie, ill. de Janik Coat, Paris, Éditions Autrement, coll. « Autrement jeunesse », 2011, 20 p.  (ISBN 978-2-7467-1465-6)
- Nuit d’hiver, ill. d’Anaïs Massini, Paris, Éditions Autrement, coll. « Autrement jeunesse », 2011, 28 p.  (ISBN 978-2-7467-3071-7)
- Sur l’île, avec Vincent Bourgeau, Paris, Éditions Le Baron perché, 2012, 38 p.  (ISBN 978-2-36080-043-8)[3]
- Une feuille verte, avec Candice Hayat, Paris, Éditions Sarbacane, 2014, 32 p.  (ISBN 978-2-84865-716-5)
- Fanfare, avec Julia Wauters, Paris, Éditions Sarbacane, 2014, 34 p.  (ISBN 978-2-84865-701-1)
- L’Armoire, avec Anaïs Massini, Paris, Éditions Grasset jeunesse, 2015, 41 p.  (ISBN 978-2-246-85829-4)
- Les petits jours de Kimi et Shiro, avec Anaïs Massini, Grasset jeunesse, 2015
- Petite, avec Audrey Calleja, À pas de loup, 2015
- Aujourd'hui, Amos, ill. de Janik Coat, Paris, Éditions Grasset jeunesse, 2016, 40 p.  (ISBN 978-2-246-78734-1)
- Le voyage d'Ignacio, avec Vincent Bourgeau, Grasset-jeunesse, 2016
- Avec des lettres[4], avec Carole Chaix, À pas de loups, 2016
- Le souffle de l'été, avec Anaïs Massini, Grasset jeunesse, 2016
- Entre les gouttes, illustrations de Vincent Bourgeau, l'École des loisirs, 2017
- Chat pas moi ! , avec Fred Benaglia, Sarbacane, 2017
- Au fond des bois, avec Julia Wauters, Sarbacane, 2017
- Les petits mots d'Amos, avec Janik Coat, Grasset jeunesse, 2018
- Pêche à l'arc, illustrations Benoît Perroud, Mango jeunesse, 2018
- L'année ordinaire de l'extraordinaire Olga, avec Marion Piffaretti, Éditions Thierry Magnier, 2018
- L'envol de Miette[5], illustrations de Ghislaine Herbéra, Bruxelles, éd. À pas de loups, 2022
- Les ébouriffés, illustrations de Thomas Baas, Grasset jeunesse, 2023
- Chat, montre-toi !, illustrations de Anaïs Massini, Éditions Thierry Magnier, 2023
- Le monde est immense, illustrations de Marion Cocklico, Grasset jeunesse, 2024

### Romans jeunesse
- L’Armoire, ill. de Claire de Gastold, Paris, Éditions Grasset jeunesse, 2012, 59 p.  (ISBN 978-2-246-80125-2)
- La vie en rouge, illustré par Vincent Bourgeau, l'École des loisirs, collection « Neuf », 2019
- Les neuf vies extraordinaires de la princesse Gaya, textes de Annie Agopian, Fred Bernard, Anne Cortey et al., illustrations de Régis Lejonc, Little urban, 2023

Romans ado
- En émois[6] , l'École des loisirs, collection « Médium », 2019
- Les désaccordés, illustrations de Cyril Pedrosa, l'École des loisirs, collection « Médium », 2023

## Prix et distinctions
- Prix Saint-Exupéry 2017[7] pour Le voyage d'Ignacio, avec Vincent Bourgeau